# رابرت مورگان (فیلمساز)
رابرت مورگان به (انگلیسی : Robert Morgan)  کارگردان و نویسنده اهل بریتانیا است. وی بیشتر به خاطر ساخت فیلم‌های کوتاهی از جمله گربه‌ای که دست دارد (۲۰۰۱)، جدایی (۲۰۰۳) و بابی یاه (۲۰۱۱) شناخته می‌شود که تمامی آنها روی هم بیش از ۳۰ جایزه بین‌المللی به دست آورده‌اند.

## زندگی شخصی
مورگان در شهرک یاتلی واقع در همپشر متولد شد. او یک خواهر بزرگتر به نام النور دارد. از آنجا که فرآیند فیلمسازی زمان زیادی می برد، رابرت در کنار این حرفه هر از گاهی به نقاشی کشیدن می پردازد.

## حرفه
اشتیاق رابرت به فیلمسازی از زمانی آغاز شد که در سن سه سالگی فیلم شیطان بدون چهره را تماشا کرد. مورگان قبلاً در رشته هنرهای زیبا تحصیل کرده بود، بنابراین همیشه طراحی و نقاشی می کرد . سپس در مؤسسه هنر و طراحی ساری (در حال حاضر بخشی از دانشگاه هنرهای خلاق ) در رشته «فیلمسازی انیمیشن» تحصیل کرد. او کار خود را  با یک فیلم کوتاه دانشجویی به نام مردی در گوشه پایین سمت چپ عکس در سال ۱۹۹۷ آغاز کرد. پس از این او فیلم گربه ای که دست دارد را ساخت که مجله FilmThreat درباره آن مقاله‌ای منتشر کرد و تماشای این فیلم را به‌ عنوان اجباری برای هر کسی که می‌خواهد فیلم ترسناک بسازد توصیف کرد. این فیلم باعث شد که او مأمور ساخت دو فیلم کوتاه برای کانال ۴ بریتانیا و S4C در ولز شود.
او قبلاً تحت تأثیر افراد سرشناسی همچون فرانسیس بیکن ، ادگار آلن پو ، یان سوانک ماجر ، برادران کوی ، دیوید لینچ ، دیوید کراننبرگ ، جوئل پیتر ویتکین و هانس بلمر قرار گرفته بود .
در سال ۲۰۰۳ ، مورگان فیلمی به نام جدایی را ساخت که یک انیمیشن کوتاه ۱۰ دقیقه ای درباره دو برادر دوقلوی به هم چسبیده بود.
فیلم بعدی او با عنوان هیولاها با الهام از ترس هایی که در زمان نقل مکان خانواده اش به محلی نزدیک به بیمارستان برادمور در برکشایر در او به وجود آمد، ساخته شد، همچنین از ایده یک رابطه خشونت آمیز بین خواهر و برادر در آن استفاده کرد. هیولاها در جشنواره ادینبورگ فیلم سال ۲۰۰۴ به نمایش درآمد.
در سال ۲۰۰۹ او فیلم مبتلا (Over Taken) را برای پروژه فیلم ۴۸ ساعته (به عنوان بخشی از جشنواره فیلم Branchage) ساخت که فیلمبرداری آن در طول دو روز انجام شد. او به جرسی در جزایر مانش رفت و از عناصر فیلم های ژانر وسترن و چند بازیگر زن برای ساخت این فیلم کوتاه استفاده کرد.
بابی یاه طولانی ترین فیلم کوتاه او با مدت زمان ۲۳ دقیقه است که نسبت به فیلم های قبلی او پیشرفت های بیشتری از لحاظ کیفی و تعداد شخصیت ها دارد.
در سال ۲۰۱۳، او فیلم فراخوانی را برای سریال «اقدامات تصادفی» کانال ۴ تهیه کرد.

## فیلم شناسی
| سال  | عنوان                         | نقش                                              |
| ---- | ----------------------------- | ------------------------------------------------ |
| ۱۹۹۴ | پارانوئید                     | تدوینگر، کارگردان، نویسنده، انیماتور             |
| ۱۹۹۷ | مردی در گوشه پایین سمت چپ عکس | تدوینگر، کارگردان، نویسنده، انیماتور             |
| ۲۰۰۱ | گربه ای که دست دارد           | کارگردان، نویسنده، انیماتور                      |
| ۲۰۰۳ | جدایی                         | کارگردان، نویسنده، انیماتور                      |
| ۲۰۰۴ | هیولاها                       | کارگردان، نویسنده                                |
| ۲۰۰۹ | مبتلا                         | کارگردان، نویسنده                                |
| ۲۰۱۱ | بابی یاه                      | کارگردان، نویسنده، انیماتور، تدوینگر، تهیه کننده |
| ۲۰۱۳ | فراخوانی                      | کارگردان، نویسنده، تدوینگر، تهیه کننده           |
| ۲۰۱۴ | الفبای مرگ ۲                  | کارگردان بخش "D is for Deloused"                 |

## جوایز
- جوایز بفتا ۲۰۱۲ - نامزد جایزه فیلم بفتا بهترین انیمیشن کوتاه - بابی یاه (۲۰۱۱)
- جوایز بفتا ۲۰۰۴ - برنده جایزه BAFTA Cymru بهترین فیلم کوتاه (Y Film Fer Orau) - جدایی (۲۰۰۳)
- جشنواره فانتاسپورتو ۲۰۰۲ - برنده جایزه Onda Curta - گربه ای که دست دارد (۲۰۰۱)
- جشنواره بین المللی فیلم لیدز ۲۰۰۵ - برنده جایزه بزرگ فیلم کوتاه فانتزی اروپا - هیولاها (۲۰۰۴)
- جشنواره فیلم علمی تخیلی لندن ۲۰۰۳ - برنده جایزه تماشاگران - گربه ای که دست دارد (۲۰۰۱)
- فستیوال فیلم مدیا ویو مجارستان ۱۹۹۹ - برنده جایزه جوانان بهترین انیمیشن جوانان - مردی در گوشه پایین سمت چپ عکس (۱۹۹۷)
- جشنواره بین المللی فیلم روتردام ۲۰۱۲ - نامزد جایزه Tiger -  بابی یاه (۲۰۱۱)
- جشنواره فیلم شب های سیاه تالین ۲۰۰۳ - برنده جایزه بزرگ انیمیشن Dreams Grand Prize - جدایی (۲۰۰۳)